# Beaumont (Vienne)
Beaumont era una comuna francesa situada en el departamento de Vienne, de la región de Nueva Aquitania, que el uno de enero de 2017 pasó a ser una comuna delegada de la comuna nueva de Beaumont-Saint-Cyr al fusionarse con la comuna de Saint-Cyr.

## Demografía
| Gráfica de evolución demográfica de Beaumont entre 1800 y 2014 |
|                                                                |

Los datos demográficos contemplados en este gráfico de la comuna de Beaumont se han cogido de 1800 a 1999 de la página francesa EHESS/Cassini, y los demás datos de la página del INSEE.